# SWR UniTalk

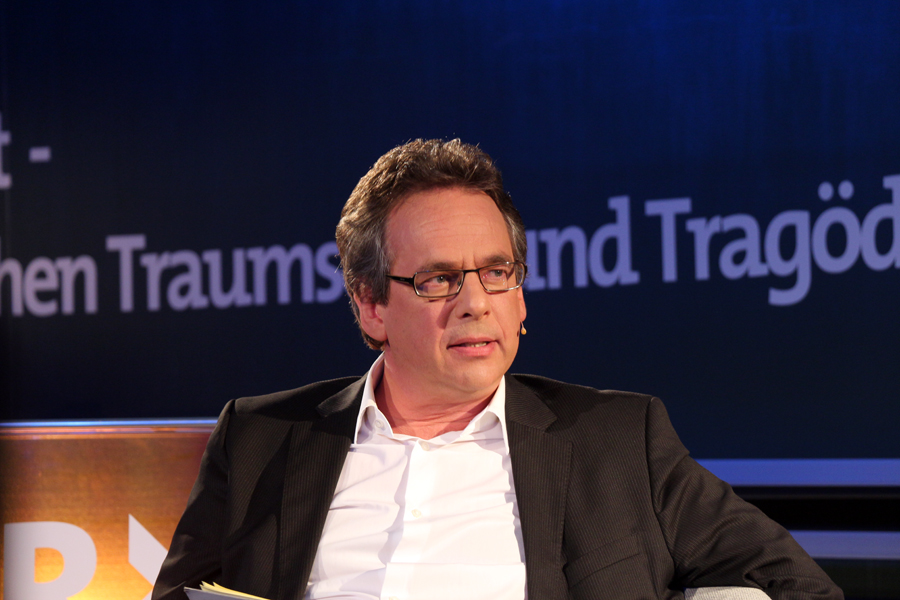
Moderator Fritz Frey (2015)

Der SWR UniTalk ist eine Interviewreihe des Südwestrundfunks in einem Hörsaal der Johannes Gutenberg-Universität Mainz. Sie findet seit 2011 meist zweimal im Jahr mit Prominenten aus Medien, Politik und Gesellschaft statt. Moderiert wird das Gespräch von SWR-Chefredakteur Fritz Frey. Im Anschluss hat das Saalpublikum die Möglichkeit Fragen an den Gast zu stellen.
Die Erstausstrahlung war am 19. Oktober 2011 auf EinsExtra.

## Aufzeichnung und Ausstrahlung
Die Sendung wird meist im Audimax vor Publikum aufgezeichnet und anschließend im Fernsehen auf den Digitalkanälen der ARD (Einsplus und tagesschau24) sowie im Digitalradio SWRinfo ausgestrahlt. Nach diesen Ausstrahlungen wird die Sendung auch zum Nachsehen im Internet zum Streamen angeboten.

## Gäste

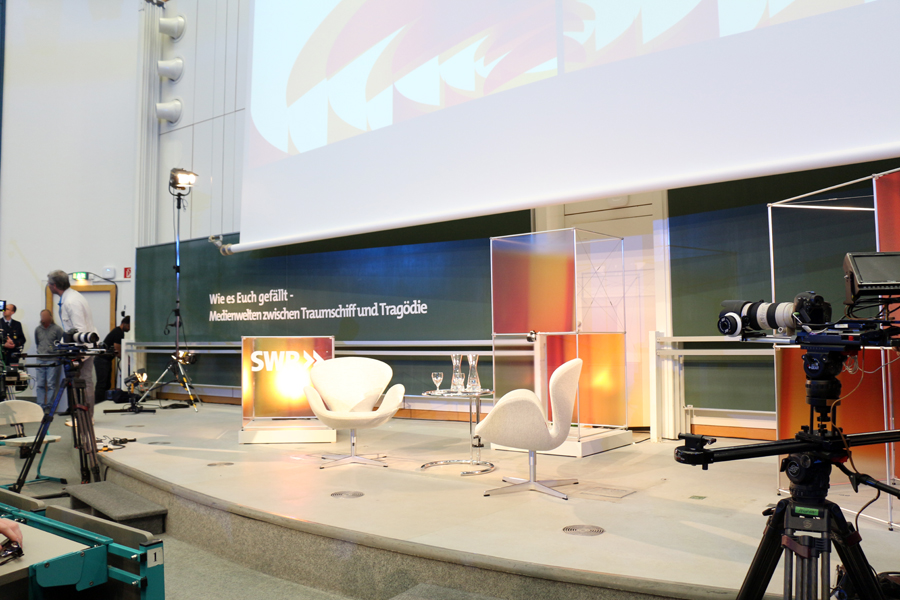
„Professorenbühne“ kurz vor beginn der Aufzeichnung

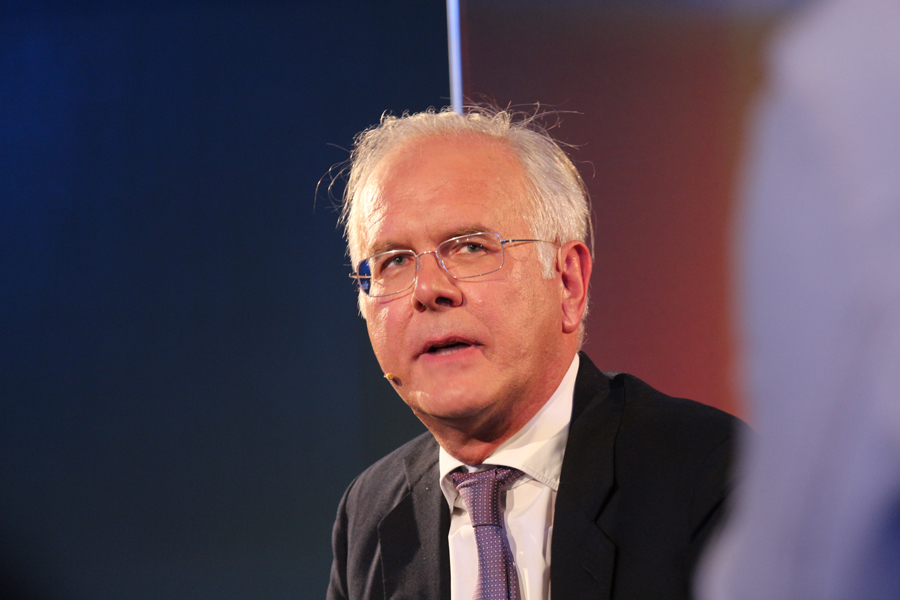
Harald Schmidt (2015)

Normalerweise findet das Gespräch im neueren Audimax (RW1) der Johannes Gutenberg-Universität Mainz statt. Bisher wurden zwei Ausnahmen davon gemacht und ein Gespräch in der Aula der Fachhochschule Mainz sowie im Audimax der Universität Konstanz geführt.
Bislang waren zu Gast:
| Nr. | Gast                      | Datum                                             | Veranstaltungsort          | Titel                                                                     |
| --- | ------------------------- | ------------------------------------------------- | -------------------------- | ------------------------------------------------------------------------- |
| 1   | Frank Plasberg            | 19. Oktober 2011 (Ausstrahlung auf EinsExtra)     | Uni Mainz, RW1             | „Medien zwischen Information und Inquisition“                             |
| 2   | Günther Jauch             | 1. Mai 2012 (Ausstrahlung auf tagesschau24)       | Fachhochschule Mainz, Aula | „Fernsehen. Macht. Politik. – Von der Verantwortung eines Medienmachers.“ |
| 3   | Margot Käßmann            | 16. November 2012 (Ausstrahlung auf tagesschau24) | Uni Mainz, RW1             | „Tritt frisch auf! – Tu’s Maul auf!“ (Anmerkung Zitat: Martin Luther)     |
| 4   | Campino und Eric Friedler | 18. Februar 2013 (Aufzeichnung)                   | Uni Mainz, RW1             | „Nichts als die Wahrheit – 30 Jahre Die Toten Hosen“                      |
| 5   | Günter Netzer             | 1. April 2014 (Aufzeichnung)                      | Universität Konstanz       | „Taktik, Teamgeist, Traumgeschäfte – Was können wir vom Fußball lernen?“  |
| 6   | Roger Willemsen           | 1. Dezember 2014 (Aufzeichnung)                   | Uni Mainz, RW1             | „Nahaufnahme Deutschland - Alles Roger in der Republik?“                  |
| 7   | Harald Schmidt            | 26. Mai 2015 (Aufzeichnung)                       | Uni Mainz, RW1             | „Wie es Euch gefällt - Medienwelten zwischen Traumschiff und Tragödie“    |
| 8   | Anne Will                 | 12. April 2016 (Aufzeichnung)                     | Uni Mainz, RW1             | „Immer wieder sonntags – Medien als Welterklärer?“                        |
| 9   | Jan Böhmermann            | 26. Mai 2017 (Aufzeichnung)                       | Uni Mainz, RW1             | „Medien, Politik, Satire, Welt“                                           |